# لمباردا ملحية
الطيون الملحيأو زراتة أو حطب زيتي نوع نباتي ينتمي إلى جنس الطيون من الفصيلة النجمية.

## الموئل والانتشار
موطنه حوض البحر الأبيض المتوسط بما فيه بلاد الشام والمغرب العربي ومصر وجنوب أوروبا.